# Кокран-Сигл, Райан
Райан Кокран-Сигл (англ. Ryan Cochran-Siegle; род. 27 марта 1992, Берлингтон, Вермонт) ― американский горнолыжник, специализируется на супергиганте, а также участвует в соревнованиях по гигантскому слалому, скоростному спуску и горнолыжной комбинации. Завоевал серебряную медаль в супергиганте на зимних Олимпийских играх 2022 года.

## Биография
Родился 27 марта 1992 года в городе Берлингтон (Вермонт, США).
Кокран-Сигл научился кататься на лыжах в возрасте около двух лет, его учила его мать Барбара Кокран, золотая медалистка в слаломе на зимних Олимпийских играх 1972 года в Саппоро (Япония).
Дебютировал на Кубке мира в ноябре 2011 года на скоростном спуске на озере Луиз, но не смог финишировать. В 2012 году Кокран-Сигл выиграл титулы Nor-Am в скоростном спуске и супергиганте, а также завоевал две золотые медали на чемпионате мира среди юниоров, в скоростном спуске и двоеборье. 
В сезоне 2016 года, когда он дебютировал в гигантском слаломе на Кубке мира и набрал свое первое очко Кубка мира в гигантском слаломе, заняв 30-е место на Краньска Гора.
В 2018 году Кокран-Сигл входил в состав олимпийской сборной США на Олимпиаде 2018 года и выступал в четырёх видах спорта, его лучший результат — одиннадцатое место в гигантском слаломе.
На зимних Олимпийских играх 2022 года в Пекине выиграл серебряную медаль в супергиганте.
Кроме матери Барбары другие родственники Райана также были известными горнолыжниками:
- Тётя Мэрилин (род. 1950) выступала на Олимпийских играх 1972 года
- Дядя Боб (род. 1951) выступал на Олимпийских играх 1972 года
- Тётя Линди (род. 1953) выступала на Олимпийских играх 1976 года
- Двоюродный брат Джимми (род. 1981, сын Боба) выступал на Олимпийских играх 2006 и 2010 годов